# العلاقات الفلبينية الأيرلندية
العلاقات الفلبينية الأيرلندية هي العلاقات الثنائية التي تجمع بين الفلبين وجمهورية أيرلندا.

## مقارنة بين البلدين
هذه مقارنة عامة ومرجعية للدولتين:
| وجه المقارنة                                              | الفلبين                       | جمهورية أيرلندا                                       |
| --------------------------------------------------------- | ----------------------------- | ----------------------------------------------------- |
| المساحة (كم2)                                             | 343.45 ألف                    | 70.27 ألف                                             |
| عدد السكان (نسمة)                                         | 104.92 مليون                  | 4.76 مليون                                            |
| الكثافة السكانية (ن./كم²)                                 | 305.49                        | 67.74                                                 |
| العاصمة                                                   | مانيلا                        | دبلن                                                  |
| اللغة الرسمية                                             | اللغة الفلبينية، لغة إنجليزية | اللغة الأيرلندية، لغة إنجليزية، الإنجليزية الأيرلندية |
| العملة                                                    | بيسو فلبيني                   | جنيه أيرلندي، يورو، عملات اليورو الأيرلندية           |
| الناتج المحلي الإجمالي (بليون دولار)                      | 313.60 مليار                  | 333.73 مليار                                          |
| الناتج المحلي الإجمالي (تعادل القوة الشرائية) بليون دولار | 743.90 مليار                  | 318.16 مليار                                          |
| الناتج المحلي الإجمالي الاسمي للفرد دولار أمريكي          | 2.90 ألف                      | 61.13 ألف                                             |
| الناتج المحلي الإجمالي للفرد دولار أمريكي                 | 7.39 ألف                      |                                                       |
| مؤشر التنمية البشرية                                      | 0.668                         | 0.916                                                 |
| رمز المكالمات الدولي                                      | +63                           | +353                                                  |
| رمز الإنترنت                                              | .ph                           | .ie                                                   |
| المنطقة الزمنية                                           | توقيت الفلبين                 | 00، ت ع م+01:00، أوروبا/دبلن ‏                         |

## منظمات دولية مشتركة
يشترك البلدان في عضوية مجموعة من المنظمات الدولية، منها:
| علم المنظمة | اسم المنظمة                               | تاريخ انضمام الفلبين | تاريخ انضمام جمهورية أيرلندا |
| ----------- | ----------------------------------------- | -------------------- | ---------------------------- |
|             | بنك التنمية الآسيوي                       | 1966                 | 2006                         |
|             | مؤسسة التنمية الدولية                     | 28 أكتوبر 1960       | 22 ديسمبر 1960               |
|             | يونسكو                                    | 21 نوفمبر 1946       | 3 أكتوبر 1961                |
|             | وكالة ضمان الاستثمار متعدد الأطراف        | 8 فبراير 1994        | 27 أكتوبر 1989               |
|             | الأمم المتحدة                             | 24 أكتوبر 1945       | 14 ديسمبر 1955               |
|             | الفريق المعني برصد الأرض                  | ?                    | ?                            |
|             | الاتحاد البريدي العالمي                   | ?                    | ?                            |
|             | البنك الدولي للإنشاء والتعمير             | 27 ديسمبر 1945       | 8 أغسطس 1957                 |
|             | المنظمة الهيدروغرافية الدولية             | ?                    | ?                            |
|             | الاتحاد الدولي للاتصالات                  | 25 مايو 1912         | 8 ديسمبر 1923                |
|             | منظمة حظر الأسلحة الكيميائية              | ?                    | ?                            |
|             | مؤسسة التمويل الدولية                     | 12 أغسطس 1957        | 11 سبتمبر 1958               |
|             | المركز الدولي لتسوية المنازعات الاستشارية | 17 ديسمبر 1978       | 7 مايو 1981                  |
|             | منظمة التجارة العالمية                    | 1995                 | ?                            |
|             | منظمة الشرطة الجنائية الدولية             | ?                    | ?                            |

## أعلام
هذه قائمة لبعض الشخصيات التي تربطها علاقات بالبلدين:
- جولي فيغا (ممثلة فلبينية، 21 مايو 1968[30] – 6 مايو 1985[30])
- جون أفيلا (ممثل فلبيني، 1 سبتمبر 1985 – )
- دومينيك ديل روزاريو (لاعب كرة قدم أسترالي، 14 نوفمبر 1996[31] – )
- فرناندو بو (ممثل فلبيني، 20 أغسطس 1939[32][33] – 14 ديسمبر 2004[33])
- كولبي ميلر (19 فبراير 1980 – )
- ماريو أوهارا (20 أبريل 1946 – 26 يونيو 2012)
- ماكس كولينز (عارضة من الولايات المتحدة الأمريكية، 28 أغسطس 1992 – )

## وصلات خارجية
- موقع وزارة الخارجية الفلبينية
- موقع وزارة الخارجية الأيرلندية